# Kvällsstunden
Kvällsstunden är en svensk veckotidning som startades 1938. 
Tidningen publicerades först som några förströelsesidor i Västmanlands Nyheter, men blev snart en egen bilaga i tidningen och sedan en tidning på egna ben med riksspridning. Upplagan ökade snabbt, och under några år på 1960-talet uppgick antalet prenumeranter till över 70 000. Under en period var tidningen också den största svenskspråkiga tidningen i USA. 
Grundaren av Kvällsstunden hette Anton Olsson, född i Sala 1899 och han kom att bli tidningens redaktör ända fram till sin död 1975. Hans grundtanke med tidningen var att ge läsarna “god, intressant och spännande förströelseläsning”, en ambition som genomsyrar tidningen än i dag. 
Tidningen är privatägd, är såväl politiskt som religiöst neutral och har inga kopplingar till någon organisation eller intressegrupp.